# John Hewgill Brockelbank
Pour les articles homonymes, voir Brockelbank.
John Edward Brockelbank (24 juin 1897-30 mai 1977) est un homme politique provincial canadien de la Saskatchewan. Il représente les circonscriptions de Tisdale et de Kelsey à titre de député du CCF et du Nouveau Parti démocratique de la Saskatchewan de 1938 à 1967.

## Biographie
Né dans le comté de Grey en Ontario, Brockelbank s'établit en Saskatchewan, dans un ranch près de North Battleford, avec ses parents en 1911. Après être revenu de son service durant la Première Guerre mondiale, il s'installe dans sa propre ferme près de Bjorkdale dans le nord-est de la province.

## Carrière politique
Impliqué en tant qu'activiste dans les mouvements pour les fermiers, il entre en politique en devenant député du CCF en 1938. Il demeure député jusqu'à sa retraite en 1967, faisant de lui un expert en procédure parlementaire.
En 1941, il devient chef de l'opposition alors que le chef du CCF, George Hara Williams, démissionne pour s'enrôler lors de la Seconde Guerre mondiale. Cependant, il est défait par Tommy Douglas dans sa tentative de prendre le contrôle du parti en 1942 et à nouveau en 1943. Il demeure chef de l'opposition jusqu'en 1944 étant donné que Douglas ne siège pas à l'Assemblée législative.
Après la victoire du CCF en 1944, Douglas le nomme ministre des Affaires municipales et ensuite ministre des Richesses naturelles après les élections de 1948. Conservant ce ministère durant 14 ans, il contribue à augmenter l'industrie de la potasse et de l'huile.
À la suite du départ de Douglas en 1962, son successeur, Woodrow Stanley Lloyd, le nomme au Conseil du Trésor et vice-premier ministre.
Conservant son siège lorsque le CCF devient le Nouveau Parti démocratique de la Saskatchewan (NPD) en 1964, il siège alors dans l'opposition jusqu'à sa retraite en 1967.
Demeurant membre actif des néo-démocrates pendant sa retraite, il meurt dans un accident de voiture à l'âge de 79 ans.
Son fils, John Edward Brockelbank, sert comme député néo-démocrate et ministre provincial.